# Теорема виродженості
Теорема виродженості — теорема стосовно обернення блочної матриці, яка стверджує, що ступінь виродження, тобто розмірність нуль-простору блока в матриці дорівнює ступеню виродження доповняльного блока в оберненій матриці.
Розбиття матриці і оберненої до неї на чотири підматриці:
{\displaystyle {\begin{bmatrix}A&B\\C&D\end{bmatrix}}^{-1}={\begin{bmatrix}E&F\\G&H\end{bmatrix}}.}
Розбиття у правій частині рівняння повинно бути транспонованим щодо розбиття лівої частини, тобто, якщо A є блоком m-на-n тоді E має бути блоком n-на-m. 
Теорема стверджує, що:
{\displaystyle {\begin{aligned}\operatorname {nullity} \,A&=\operatorname {nullity} \,H,\\\operatorname {nullity} \,B&=\operatorname {nullity} \,F,\\\operatorname {nullity} \,C&=\operatorname {nullity} \,G,\\\operatorname {nullity} \,D&=\operatorname {nullity} \,E.\end{aligned}}}
Загальніше, якщо підматриця утворена з рядків з індексами {i1, i2, …, im} і стовпчиків з індексами {j1, j2, …, jn}, тоді доповняльна матриця утворена з рядків з індексами {1, 2, …, N} \ {j1, j2, …, jn} і стовпчиків з індексами {1, 2, …, N} \ {i1, i2, …, im}, де N це розмір цілої матриці. Теорема виродженості стверджує, що розмірність нуль-простору будь-якої підматриці дорівнює розмірності нуль-простору доповняльної підматриці в оберненій матриці.

## Доведення
Припустимо, що {\displaystyle {\mbox{n}}(A)\leq {\mbox{n}}(H).} Якщо це не так, ми можемо довести теорему для матриць 
{\displaystyle {\begin{bmatrix}D&C\\B&A\end{bmatrix}}^{-1}={\begin{bmatrix}H&G\\F&E\end{bmatrix}},}
які також обернені одна до одної. Припустимо, що {\displaystyle {\mbox{n}}(H)>0} інакше {\displaystyle {\mbox{n}}(A)=0} і теорема доведена.
Коли {\displaystyle {\mbox{n}}(H)=c>0,} тоді існує матриця {\displaystyle K} з {\displaystyle c} лінійно незалежними стовпчиками, такими що {\displaystyle HK=0.} Отже, домножуючи наступне рівняння на {\displaystyle K} праворуч:
{\displaystyle AF+BH=0}
ми отримуємо, що
{\displaystyle AFK=0.}
Застосовуючи таку саму дію до відношення 
{\displaystyle CF+DH=I,}
маємо, що {\displaystyle CFK=K,} звідси, використовуючи властивість рангу добутку матриць, у нашому випадку {\displaystyle C} і {\displaystyle FK,} робимо висновок, що {\displaystyle {\mbox{rank}}(FK)\geq c.}
Використовуючи ці два твердження разом, ми виводимо
{\displaystyle {\mbox{n}}(A)\geq {\mbox{rank}}(FK)\geq c={\mbox{n}}(H).}
Разом із нашим припущенням, що {\displaystyle {\mbox{n}}(A)\leq {\mbox{n}}(H),} це доводить теорему.